# Loarn mac Eirc
Loarn mac Eirc foi um lendário rei de Dál Riata que teria vivido no século V.
O Duan Albanach e o Senchus fer n-Alban e outras genealogias registram Erc como filho de Eochaid Muinremuir e pai de Loarn. Não há registros ou tradições de Loarn como rei, e sua principal importância e de ser o epônimo ancestral da dinastia dos Cenél Loairn.

## Cenél Loairn
Os Cenél Loairn controlaram parte do norte de Argyll em torno de Firth of Lorn, mais provavelmente centrado em Lorne (um local dentro da região chamada de Lorna) e provavelmente também abrangendo a Ilha de Mull, Morvern e Ardnamurchan. A sede do reinado parece ter sido em Dun Ollaigh, perto de Oban. O principal local religioso deve ter se localizado em Lismore, posteriormente a sede na Idade Média Plena do bispo de Argyll.

## Descendentes de Loarn
Vários reis de Dál Riata foram integrantes da dinastia dos Cenél Loairn, e, assim, alegaram a descendência de Loarn.
- Ferchar Fota
- Ainbcellach mac Ferchair
- Selbach mac Ferchair
- Dúngal mac Selbaig
- Muiredach mac Ainbcellaig

Na Idade Média Plena, os Mormaers de Moray reivindicaram serem descendentes de Loarn.
- Findláech mac Ruaidrí
- Máel Coluim mac Máil Brigti
- Gille Coemgáin mac Máil Brigti
- Mac Bethad mac Findláich (também rei de Alba)
- Lulach mac Gille Coemgáin (também rei de Alba)
- Máel Snechtai mac Lulaich
- Óengus